# Гудрич (Техас)
Гудрич (англ. Goodrich) — місто (англ. city) в США, в окрузі Полк штату Техас. Населення — 248 осіб (2020).

## Географія
Гудрич розташований за координатами 30°36′33″ пн. ш. 94°56′48″ зх. д. / 30.60917° пн. ш. 94.94667° зх. д. (30.609276, -94.946625).  За даними Бюро перепису населення США в 2010 році місто мало площу 1,83 км², уся площа — суходіл.

## Демографія
Згідно з переписом 2010 року, у місті мешкала 271 особа в 99 домогосподарствах у складі 70 родин. Густота населення становила 148 осіб/км².  Було 123 помешкання (67/км²).
Расовий склад населення:
| - 69,4 % — білих - 15,9 % — чорних або афроамериканців - 0,7 % — корінних американців - 12,5 % — осіб інших рас |

До двох чи більше рас належало 1,5 %. Частка іспаномовних становила 21,8 % від усіх жителів.
За віковим діапазоном населення розподілялося таким чином: 24,7 % — особи молодші 18 років, 58,7 % — особи у віці 18—64 років, 16,6 % — особи у віці 65 років та старші. Медіана віку мешканця становила 42,3 року. На 100 осіб жіночої статі у місті припадало 95,0 чоловіків;  на 100 жінок у віці від 18 років та старших — 90,7 чоловіків також старших 18 років.
Середній дохід на одне домашнє господарство  становив 51 410 доларів США (медіана — 44 444), а середній дохід на одну сім'ю — 54 672 долари (медіана — 45 000). За межею бідності перебувало 13,5 % осіб, у тому числі 17,6 % дітей у віці до 18 років та 0,0 % осіб у віці 65 років та старших.
Цивільне працевлаштоване населення становило 138 осіб. Основні галузі зайнятості: освіта, охорона здоров'я та соціальна допомога — 25,4 %, роздрібна торгівля — 21,0 %, будівництво — 14,5 %, науковці, спеціалісти, менеджери — 10,9 %.